# Baldwinsville

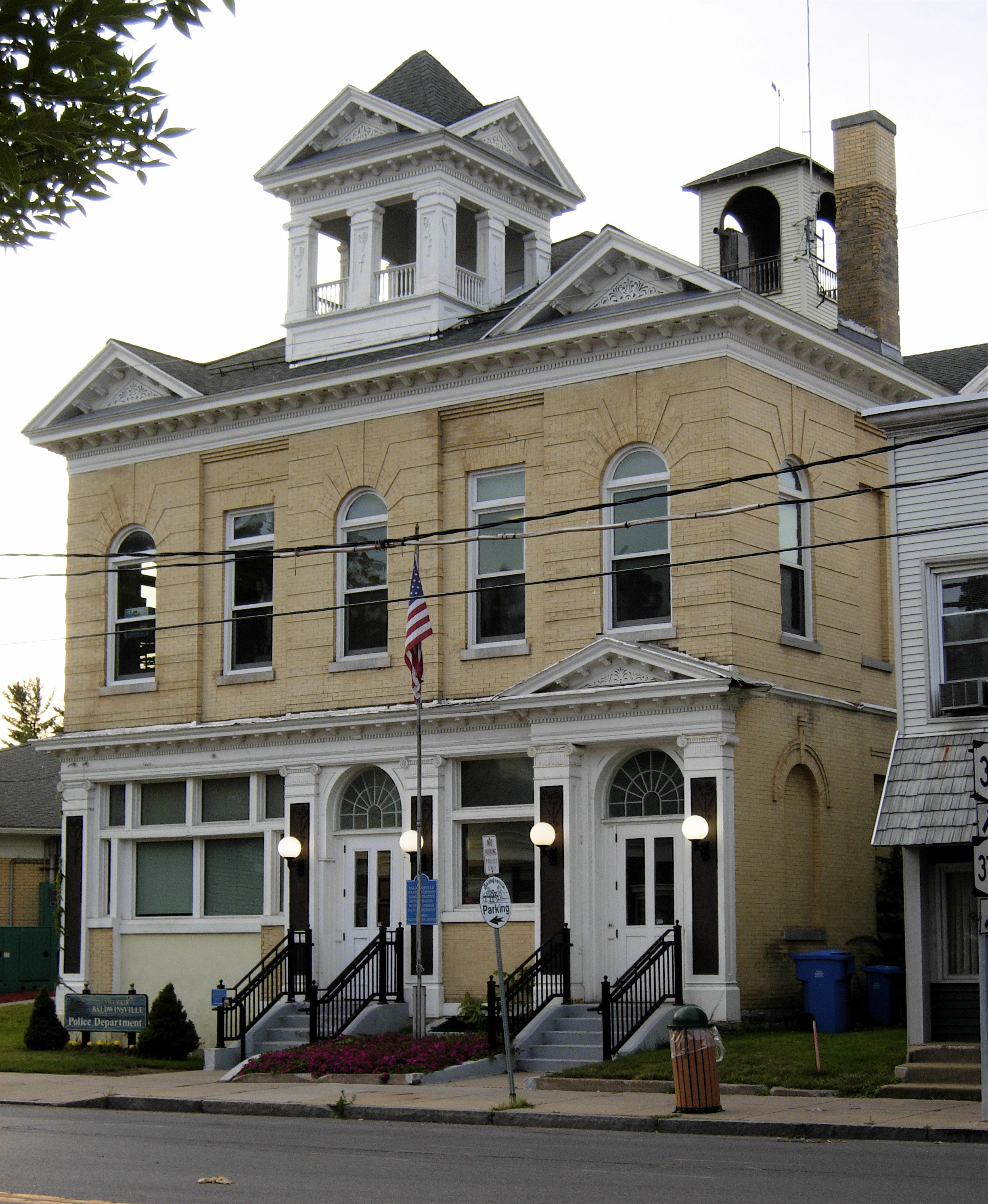
Baldwinsvilles rådshus

Baldwinsville är en by i Onondaga County i delstaten New York i USA. Befolkningen var vid folkräkningen 2010 7 378 invånare. Den är en del av storstadsområdet runt Syracuse och ligger i städerna Lysander och Van Buren.

## Historia
Byn har fått sitt namn efter Dr. Baldwin och hans fru Eliza som besökte området 1798. År 1808 återvände paret för att grunda ett samhälle. Dr. Baldwin började bygga en fördämning i Senecafloden för att alstra energi till en privat kanal. Det resulterade i att byn Baldwinsville grundades 1848. Under den här tiden var samhället känt under flera olika namn, inkluderat McHarrie's Rifts. 
Baldwinsville växte till en välmående jordbruksbygd med otaliga kvarnar på både den norra och södra stranden av Senecafloden. En kanal på den norra stranden tillät båtar att navigera runt fördämningen. I början av 1900-talet ersattes kanalen av den nybyggda Eriekanalen på den södra sidan av stranden. I början av 1900-talet fanns även byn Erie Lackawanna Railway som förbinder byn med Syracuse och Oswego. Förutom jordbruket fanns det även flera små fabriker, såsom Morris Machine Works, Jardine Bronze Foundry och andra. Ett stort bryggeri, idag ägt av Anheuser-Busch, byggdes på östsidan av byn under mitten av 1970-talet för att få riklig tillförsel av vatten från Lake Ontario. Eftersom jordbruket och industrin har i närmast försvunnit har Baldwinsville utvecklats till ett attraktivt flodstrandssamhälle.
Grace Episcopal Church, en kyrka i byn, var en av de första kyrkorna i hela USA som använde elektrisk belysning.

## Geografi
Baldwinville är beläget på 43°10′N 76°20′V / 43.167°N 76.333°V (43.1599, -76.3346)
Enligt United States Census Bureau täcker byn 8,3 km², av vilket 8 km² är land och  0,52 km² (5,23 %) är vatten. 
Bladwinsville är belägen på ett lätt kuperat område format av glaciärer från den senaste istiden vilket också har skapat de närliggande sjöarna Ontariosjön och Finger Lakes. Området är fullt av skog, brukad jord, åkrar och vattendrag av olika slag vilket i kombination med olika säsongsvariationer, presenterar en ständigt föränderlig tablå av oerhörd skönhet. Lokala jordar har en rik och varierad blandning, med avlagringar av grus, sand och stenmjöl. Denna mångfald av jord och svaga sluttningar skapar idealiska förhållanden för jordbruk, trädgårdsodling och grönsaksodling. Sjöarna gör att mycket hårda vintrar skapas vid norra Lake Ontario. Snömängden i regionen är den högsta för alla storstadsområde i USA. Det är en hög genomsnittlig nederbörd vilket resulterar i stora vattenresurser.
I området vid Baldwinsville finns  floder, sjöar, bäckar, myrar, kärr, bäckar och dammar. Lokala skogar, medan främst lövträd är också mycket varierande på grund av variationer i jord, dränering och mikroklimat. Nästan varje trädslag som finns i nordöstra USA kan hittas i skogarna i närheten av Baldwinsville. Djurlivet är rikligt, och många sorter av fisk återfinns i de lokala vattnen i Senecafloden.

## Demografi
Vid folkräkningen år 2000 bodde 7 053 personer i 2 801 hushåll i staden. Rasblandningen var i staden 96,87 % vita, 0,75 % afroamerikaner, 0,51 % indianer, 0,67 % asiater, 0,03 % samoaner/polynesier, 0,17 % av annan ras och 1,01 % av två eller flera raser. Latinamerikaner var 0,79 % av befolkningen. 
År 2000 fanns det 2 801 hushåll varav 34,2 % hade minst ett barn under 18 år boende med dem, 50,3 % var gifta par, 11,7 % bestod av en kvinna utan en make närvarande och 34,4 % var inga familjer.  28,9 % av alla hushåll bestod av en enskild individ och 14,7 % hade minst en person över 65 år boende. Den genomsnittliga hushållsstorleken var 2,46 personer och den genomsnittliga familjen bestod av 3,05 personer.
I hela byn var 26,6 % av befolkningen under 18 år, 6,6 % mellan 18 och 24, 29,5 % mellan 25 och 44, 21,7 % mellan 45 och 64 och 15,7 % var äldre än 65 år. Medianen bland befolkningen var 37 år. För varje 100 kvinnor fanns det 88,6 män. För varje 100 kvinnor över 18 fanns det 82,2 män.
Den genomsnittliga inkomsten i byn var 41 143 dollar per år, och bland familjer 51 549. Män hade en genomsnittlig inkomst på 37 259 dollar medan kvinnor hade en genomsnittlig inkomst på 25 740 dollar. 8,2 % av befolkningen befann sig under fattigdomsgränsen, 9,2 % av dessa var under 18 år och 9,2 % äldre än 65 år.